# Tituly a vyznamenání Nelsona Mandely

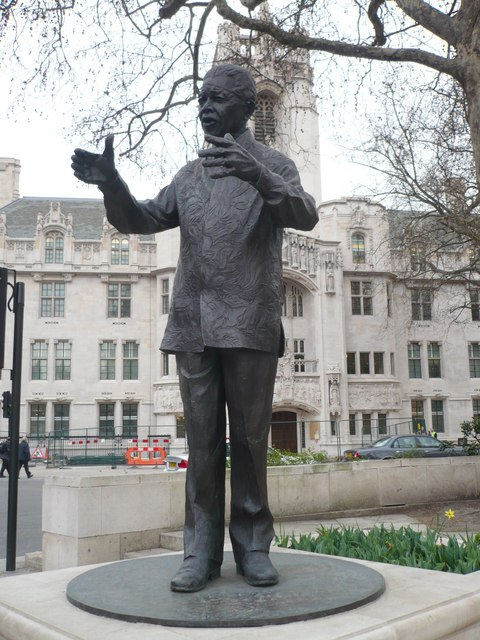
Socha Nelsona Mandely v Londýně

Nelson Mandela, jihoafrický bojovník proti apartheidu, politik a bývalý prezident Jihoafrické republiky, obdržel během svého života více než 260 ocenění. Jedním z nejvýznamnějších ocenění byla Nobelova cena za mír, kterou obdržel v roce 1993. Během svého působení jako prezident republiky v letech 1994 až 1999 byl také hlavou jihoafrických řádů.

## Vyznamenání

### Jihoafrická vyznamenání

Erb Nelsona Mandely jakožto rytíře Řádu Isabely Katolické

Erb Nelsona Mandely jakožto rytíře Řádu Serafínů

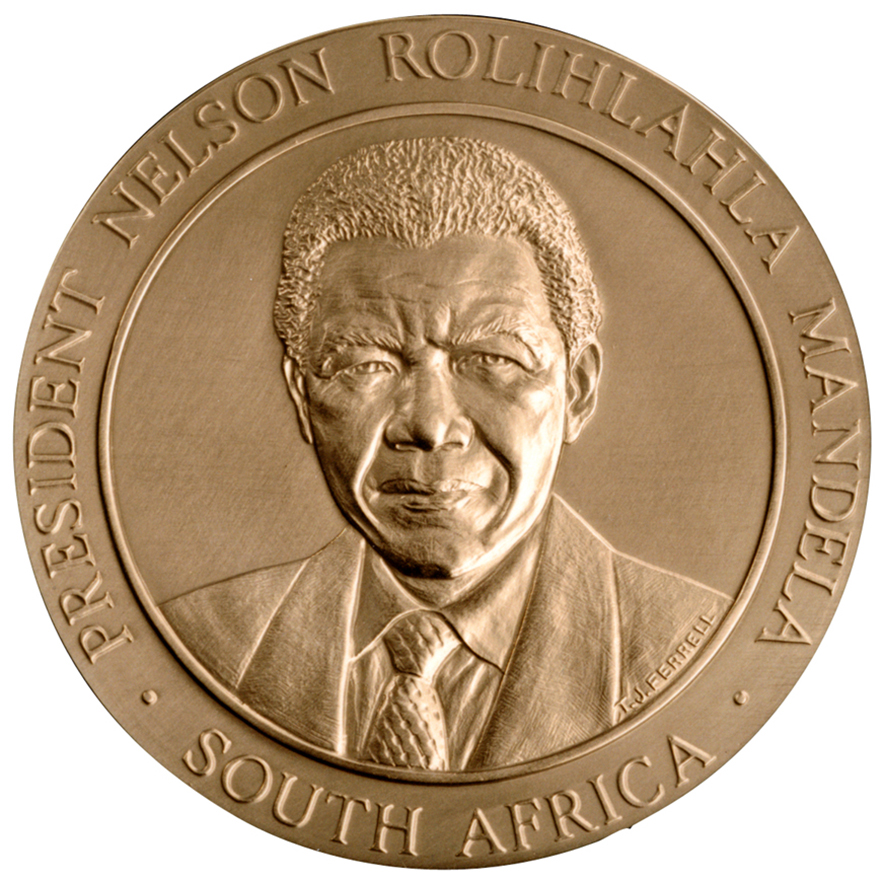
Zlatá medaile Kongresu Nelsona Mandely

- Řád Mapungubwe platinová třída – prosinec 2002 – udělil prezident Thabo Mbeki

### Zahraniční vyznamenání
- Angola
  -  Řád Agostinha Neta – 12. května 1990
- Austrálie
  -  čestný společník Řádu Austrálie – 9. června 1999 – za službu australsko-jihoafrickým vztahům a za jeho vynikající vedení při zavádění multirasové demokracie v Jihoafrické republice[1]
- Bulharsko
  -  Řád Stará planina I. třídy – 12. června 2008[2]
- Československo
  -  Řád přátelství – 22. června 1988[3]
- Dánsko
  -  rytíř Řádu slona – 18. února 1996 – udělila královna Markéta II.
- Egypt
  -  řetěz Řádu Nilu – 21. října 1997 – udělil prezident Husní Mubárak
- Francie
  -  velkokříž Řádu čestné legie – 28. prosince 1994
- Indie
  -  Bharat Ratna – říjen 1990
- Kanada
  -  čestný společník Řádu Kanady – 24. září 1998[4]
  -  Medaile zlatého výročí královny Alžběty II. – 2002
  -  Medaile diamantového výročí královny Alžběty II. – 2012[5]
- Kuba
  -  Řád Playa Girón – 1984 – udělil Fidel Castro[6]
  -  Řád José Martího – 1991[7]
- Lesotho
  -  Řád Lesotha – 12. července 1995[8]
- Lucembursko
  -  rytíř Nasavského domácího řádu zlatého lva – 10. března 1999
- Mali
  -  velkokříž Národního řádu Mali – 3. března 1996
- Malawi
  -  Řád lva – 2002[9]
- Mexiko
  -  Řád aztéckého orla – 11. června 2010 – udělil prezident Felipe Calderón
- Nigérie
  -  velkokomtur Řádu federativní republiky – 14. května 1990
- Nikaragua
  - Cena Augusa Césara Sandina – 21. února 1989 – udělil prezident Daniel Ortega
- Norsko
  -  velkokříž Řádu svatého Olafa – 1998[8]
- Pákistán
  -  Řád Pákistánu – 3. října 1992[10]
- Spojené království
  -  čestný člen Řádu za zásluhy – 1995
  -  Bailiffův velkokříž Nejctihodnějšího řádu svatého Jana Jeruzalémského – 2004[11]
- Spojené státy americké
  - Philadelpská medaile svobody – 4. července 1993 – udělil prezident Bill Clinton
  - Zlatá medaile Kongresu – 23. září 1998
  -  Prezidentská medaile svobody – 9. července 2002 – udělil prezident George W. Bush[12]
- Španělsko
  -  velkokříž s řetězem Řádu Isabely Katolické – 1999 – udělil král Juan Carlos I.
- Švédsko
  -  rytíř Řádu Serafínů – 3. února 1997[13]
- Tanzanie
  -  Řád pochodně Uhuru – 7. března 1990[14][8]
- Tchaj-wan
  -  velkostuha speciální třídy Řádu zářící hvězdy – 31. července 1993
- Ukrajina
  -  Řád knížete Jaroslava Moudrého I. třídy – 5. května 1999
- Východní Německo
  -  Řád hvězdy přátelství národů ve zlatě – 18. července 1983[15]

## Nestátní ocenění
- Jawaharlal Nehru Award za mezinárodní porozumění – Indian Council for Cultural Relations, 1979[16]
- Bruno Kreisky Prize a zásluhy na poli lidských práv – 1981[17][18]
- Mezinárodní cena Simóna Bolívara – UNESCO, 24. července 1983[19]
- Third World Prize – Third World Foundation for Social and Economic Studies – 1985[20]
- Ludovic-Trarieux International Human Rights Prize – Human Rights Institute of The Bar of Bordeaux, 29. března 1985
- W.E.B. DuBois International Medal – National Association for the Advancement of Colored People, 1986
- Alfonso Comin Foundation Peace Award – 1986
- International Peace and Freedom Award – Workers International Centre, 1986
- hird World Prize – Strategic and International Studies Group of Malaysia – 5. května 1986 Strategic and International Studies Group of MalaysiaStrategic and International Studies Group of MalaysiaStrategic and International Studies Group of MalaysiaStrategic and International Studies Group of Malaysia
- Archivo Disarmo Golden Doves for Peace International Award – 1987[21]
- Bremen Solidarity Prize – 1988
- Sacharovova cena za svobodu myšlení – Evropský parlament, 1988
- United Nations Human Rights Fourth Award – 10. prosince 1988
- Peace Prize – Tipperary Peace Committee – 1989
- Leninova cena míru – květen 1990 (poslední člověk, který tuto cenu obdržel)
- Al-Gaddafi International Prize for Human Rights – květen 1990
- Carter-Menil Human Rights Prize – 8. prosince 1991
- Félix Houphouët-Boigny Peace Prize – UNESCO, 1991
- Freedom of Miami Beach Medallion of Honour – 29. září 1992
- Cena knížete asturského za mezinárodní spolupráci – 31. října 1992
- Isitwalandwe Award – 1992
- Atatürk International Peace Prize – 1992 – cenu odmítl kvůli porušování lidských práv, kterého se v té době dopouštělo Turecko na Kurdech[22]
- Gleitsman Foundation International Activist Award – 12. května 1993
- Apostolic Humanitarian Award – 15. září 1993
- J. William Fulbright Prize for International Understanding – 1. října 1993
- Nobelova cena za mír – 10. prosince 1993
- Anne Frank medal for human rights and tolerance – 15. srpna 1994
- Sheikh Yusuf Peace – Muslim Women's Federation, 10. září 1994
- Arthur A Houghton Star Crystal Award for Excellence – African-American Institute, 6. října 1994
- Bishop John T. Walker Distinguished Humanitarian Service Award – 6. října 1994
- zlatý Olympijský řád – Mezinárodní olympijský výbor, 16. listopadu 1994
- Man of the Year Award – Greek Chamber of Commerce and Industries of Southern Africa, 19. listopadu 1994
- Africa Peace Award – African Centre for the Constructive Resolution of Disputes (ACCORD) and the Organisation of African Unity (OAU), 1995
- Pretoria Press Club's 1994 Newsmaker of the Year Award – 20. července 1995
- Year Award – Harvard Business School, 14. prosince 1995
- The Wolf Award – 1995
- Indira Gandhi Award – leden 1996
- World Citizenship Award – Světová asociace skautek, 1996
- U Thant Peace Award – 29. ledna 1996
- The Battle of Adwa and the Victory of Adwa Centenary Medal – Crown Council of Ethiopia, 1996[23]
- Ahimsa Award – Institutute of Jainology – 1996[24]
- Chris Hani Award – South African Communist Party, 1. července 1998
- Award in Recognition of his Contribution to Democracy, Human Rights and Freedom – Supreme Council of Sport in Africa, 19. listopadu 1998
- Deutscher Medienpreis – 28. ledna 1999
- Oneness-Peace Earth-Summit-Transcendence-Fragrance Award – 9. března 1999
- Golden Medal of the City of Amsterdam – 10. března 1999
- Jesse Owens Global Award – 21. září 1999
- Honour from the African Renaissance Institute – 11. října 1999
- Baker Institute Enron Prize – Rice University, 26. října 1999
- Temple of Understanding Annual Award – 5. prosince 1999
- Gandhi–King Award – 5. prosince 1999[25]
- warded SABS Gold Medal – 10. června 2000
- T Ethnic Multicultural Media Award – 29. června 2000
- International Freedom Award – 22. listopadu 2000
- Benjamin Franklin Medal – American Philosophical Society, 2000[26]
- International Gandhi Peace Prize – 16. března 2001
- King Shaka Award – 25. července 2001
- Human Rights Lifetime Achievement award – South African Human Rights Commission, 11. prosince 2001
- Franklin Delano Roosevelt Freedom Medal – 8. června 2002
- British Red Cross Humanity Medal – 2003[27]
- Africa Elephant Award – Africa Scout Region (Světové organizace skautského hnutí) – 2004[28]
- Amnesty International's Ambassador of Conscience Award – 2006[29]
- Giuseppe Motta Medal za podporu míru a demokracie – 2006
- South African Red Cross Society Humanitarian Award – 2006[27]
- Ahimsa Award – 2006[30]
- rytíř Řádu úsměvu – Polsko, 26. října 2007
- Arthur Ashe Courage Award – červenec 2009[31]

## Čestná členství
- National and Local Government Officers' Association – 1984
- National Union of Seamen – 1986
- National Union of Teachers – 1988
- College of Medicine of South Africa – 17. října 1995
- Royal College of Surgeons in Ireland – 1996
- Magdalene College, Cambridge – 2. května 2001

## Čestná občanství
- Freedom of the City Glasgow – 1981[32]
- čestný občan Říma – únor 1983[20]
- čestný občan Olympie – 17. března 1983
- Freedom of London Borough of Greenwich – 20. července 1983[20]
- Freedom of the City Wijnegemu – 1984
- Freedom of the City Aberdeenu– 29. listopadu 1984[20]
- Freedom of the City Hull – 1985
- čestný občan Ria de Janeira – říjen 1985
- čestný občan státu Rio de Janeiro – říjen 1985
- čestný občan Newcastlu – 1986[33]
- Freedom of the City Dublinu – 1988
- čestný občan Bologni – září 1988
- Freedom of the City Sydney – 9. ledna 1987 (stal se tak prvním člověkem, kterému se této cti dostalo)
- čestný občan Florencie – 1987
- Freedom of the Municipality Kwekwe – 1989
- čestný občan Harare – březen 1990
- čestný občan Středního Lothianu – 1993
- čestný občan Uitenhage – 14. září 1995
- Freedom of the City Londýna – 10. července 1996
- čestný občan Heidelbergu – 29. listopadu 1996
- čestný občan Pietermaritzburgu – 25. dubna 1997
- čestný občan Bloemfonteinu – 16. května 1997
- Freedom of City Edinburghu – 27. října 1997
- čestný občan Boksburgu – 26. června 1997
- čestný občan Oxfordu – 11. července 1997
- čestný občan Kapského Města – 27. listopadu 1997
- čestný občan v Durbanu – 16. dubna 1999
- čestný občan Lydenburgu – 3. listopadu 1999
- čestný občan Leedsu – 30. dubna 2001
- čestný občan Kanady – 19. listopadu 2001
- čestný občan Bělehradu – 2007 – za jeho obrovskou minulost v humanitární činnosti a přínos pro lidstvo[34]
- Freedom of the City Tshwane – 13. května 2008[35]

## Akademické tituly
- Bachelor of Arts na Univerzitě Jižní Afriky – 1942
- Doctor honoris causa práv na Národní lesothské univerzitě – 29. září 1979[36]
- Doctor honoris causa práv na City College of New York – 5. června 1983
- Doctor honoris causa práv na Lancaster University – 1983[20]
- Doctor honoris causa na Université Libre de Bruxelles – 13. ledna 1984
- Doctor honoris causa práv na University of Strathclyde – 3. července 1985[20]
- Doctor honoris causa práv na Univerzitě Ahmadua Bella – prosinec 1985
- Litterarum Doctor na Kalkatské univerzitě – 1986
- Doctor honoris causa práv na Zimbabwské univerzitě – 1986
- Doctor honoris causa na Ross University School of Medicine – 1987
- Doctor honoris causa na Michiganské univerzitě – 1987
- Doctor honoris causa na Havanské univerzitě – 1987
- Doctor honoris causa na Trent Univerzity – 1987
- Doctor honoris causa na Lipské univerzitě – 1987
- Bachelor of Arts na Univerzitě Jižní Afriky – 1988
- Doctor honoris causa na Universidad de Carabobo – červen 1988
- Doctor honoris causa na Western Michigan University – červen 1988
- Doctor honoris causa politických věd na Boloňské univerzitě – 12. září 1988
- Doctor honoris causa práv na York University – 16. června 1989
- Doctor honoris causa politických věd na Káhirské univerzitě – květen 1990
- Doctor honoris causa práv na University of the Western Cape – 28. listopadu 1990
- Doctor honoris causa práv na Univerzitě v Kapském Městě – 1990
- Doctor honoris causa na Malajské univerzitě – listopad 1990
- Legum Doctor na Univerzitě Witwatersrand – 6. září 1991
- Litterarum humanarum doctor na Texas Southern University – 1991[37]
- Doctor honoris causa práv na University of the West Indies – červenec 1991
- Legum Doctor na University of Fort Hare – 9. května 1992
- Doctor honoris causa na Université Cheikh Anta Diop de Dakar – 30. června 1992[38]

- Doctor honoris causa na Clark Atlanta University – 10. července 1993
- Doctor honoris causa práv na Soochow University – 1. srpna 1993
- Doctor honoris causa na Université Libre de Bruxelles – 8. října 1993
- Doctor honoris causa na Howard University – 7. října 1994
- Doctor honoris causa na Univerzitě Jižní Afriky – 1994
- Doctor honoris causa civilního práva na Oxfordské univerzitě – 10. července 1996[39]
- Legum Doctor na Univerzitě v Cambridgi – 10. července 1996[40]
- Doctor honoris causa na London School of Economics – 10. července 1996[41]
- Doctor honoris causa na University of Bristol – 10. července 1996
- Doctor honoris causa na University of Nottingham – 10. července 1996
- Legum Doctor na University of Warwick – 10. července 1996
- Doctor honoris causa na De Montfort University – 10. července 1996
- Doctor honoris causa na Glasgow Caledonian University – 10. července 1996
- Doctor honoris causa na Univerzitě Paříž 1 Panthéon-Srobonne – 15. července 1996
- Doctor honoris causa na Stellenbosch University – 25. října 1996
- Doctor honoris causa na Filipínské univerzitě – 2. března 1997
- Doctor honoris causa na Univerzitě Chulalongkorn – 17. července 1997
- Doctor honoris causa na Ben-Gurion University of the Negev – 19. září 1997
- Doctor honoris causa na University of Pretoria – 4. prosince 1997
- Doctor honoris causa na University of South Australia – 23. dubna 1998
- Doctor honoris causa na University of Zululand – 30. května 1998
- Doctor honoris causa na University of Mauritius – 11. září 1998
- Doctor honoris causa na Harvardově univerzitě – 18. září 1998
- Doctor honoris causa na Univerzitě v Leidenu – 12. března 1999
- Doctor honoris causa práv na Botswanské univerzitě – 14. října 1999
- Juris Doctor na Uppsalské univerzitě – 22. ledna 2000[42]
- Doctor honoris causa práv na Trinity College Dublin – 11. dubna 2000
- Doctor honoris causa práv na University of Technology Sydney – 2000
- Litterarum Doctor na Australské národní univerzitě – 6. září 2000
- Doctor honoris causa práv na Ryerson University – 17. listopadu 2001
- Legum Doctor na University of the Free State – 2001
- Doctor honoris causa práv na Hongkongské univerzitě – 21. března 2003
- Doctor honoris causa práv na Rhodes University – 6. dubna 2002
- Doctor honoris causa na Ghanské univerzitě – 24. dubna 2002
- Doctor honoris causa na Open University of Tanzania – 2003
- Doctor honoris causa na NUI Galway – 20. června 2003[43]
- Doctor honoris causa práv na Open University – 2004
- Doctor honoris causa na Amherst College – 2005[44]
- Doctor honoris causa správy a politiky na Universiti Teknologi MARA – 2006[45]
- Litterarum humanarum doctor na University of Massachusetts – 2006[46]
- Legum Doctor na Michiganské státní univerzitě – 2008[47]
- Doctor honoris causa na Queen's University Belfast – 1. července 2008[48]
- Doctor honoris causa na Queen's University at Kingston – 28. října 2010[49]
- Doctor honoris causa práv na Brownově univerzitě – 2010[50]

## Eponyma
- Mandelova částice – v roce 1973 po něm byla pojmenována nukleonová částice objevená vědci z University of Leeds[51]
- Zahrady Nelsona Mandely v Hullu – květen 1983[20]
- jedna z hlavních ulic v Harlow byla přejmenována na počest Nelsona Mandely – 18. července 1983
- bylo po něm pojmenováno náměstí v New Yorku Nelson and Winni Mandela Plaza – 1983
- byla po něm pojmenována ulice v londýnském Camdenu, kde mělo sídlo hnutí proti apartheidu – 1984[20]
- byla po něm pojmenována škola ve Východním Německu, Škola Nelsona Mandely – 1984
- byla po něm pojmenována nová ulice v londýnském Southwarku – 1985[20]
- v Leicesteru byl po něm pojmenován park, Nelson Mandela Park – 1986[52]
- náměstí St George's Place v Glasgow bylo přejmenováno na Nelson Mandela Place – 1986[53]
- byl po něm pojmenován park v Montréalu, Parc Winnie-et-Nelson-Mandela – 1988 (jméno Winnie bylo z názvu vynecháno v roce 1998)
- byla po něm pojmenována ulice v Novém Dillí, Nelson Mandela Road – 10. prosince 1988
- náměstí v Norimberku byl přejmenováno na Náměstí Nelsona Mandely – červen 1989
- náměstí ve Clyes-sus-Bois přejmenováno na Náměstí Nelsona Mandely – září 1989
- ulice Baker Avenue v Harare byla přejmenována na Nelson Mandela Avenue – 19. května 1997
- byl po něm pojmenován park v Montréalu, Parc Nelson-Mandela – 14. září 1998
- v Torontu po něm byla pojmenována škola Mandela Park Public School – 17. listopadu 2001
- náměstí Sandton Square v Johannesburgu byl přejmenováno na Nelson Mandela Square, ve stejnou dobu zde také byla odhalena jeho šestimetrová socha – 31. března 2004[54]
- amfiteátr Union Buildings v Pretorii byl přejmenován na Amfiteátr Nelsona Mandely – 2013[55]

## Ostatní pocty
- na Merrion Square v Dublinu mu byla 26. června 1983 odhalena socha, jejíž autorkou je Elisabeth Frinková[20]
- byla odhalena jeho socha v Londýně – 28. října 1985
- v Zimbabwe byl vyhlášen státní svátek Den Mandely – 5. března 1990
- časopis Time jej jmenoval osobností roku 1993 spolu s F. W. de Klerkem, Jásirem Arafatem a Jicchakem Rabinem – 1993
- časopis Time jej zařadil mezi 100 nejvlivnějších lidé 20. století – 1999
- oficiálně bylo otevřeno Národní muzeum Nelsona Mandely v Sowetu – 11. února 2000[56]
- časopis Reason jej jmenoval Hrdinou svobody – 2003
- časopis Time jej zařadil mezi 100 nejvlivnějších lidé roku 2004 – 2004
- zoologové Brent E. Hendrixson a Jason E. Bond pojmenovali druh pavouka čeledi Ctenizidae jako Stasimopus mandelai – 2004[57]
- časopis Time jej zařadil mezi 100 nejvlivnějších lidé roku 2005 – 2005
- v Union Buildings v Pretorii byla odhalena 9 m vysoká socha N. Mandely – 16. prosince 2013[58]
- byla mu odhalena plaketa v Monument Park na baseballovém stadionu Yankee Stadium, připomínající jeho návštěvu tohoto místa v roce 1990 – 2014[59]